# Tudela de Duero (kommunhuvudort)
Tudela de Duero är en kommunhuvudort i Spanien.   Den ligger i provinsen Provincia de Valladolid och regionen Kastilien och Leon, i den centrala delen av landet, 150 km nordväst om huvudstaden Madrid. Tudela de Duero ligger 706 meter över havet och antalet invånare är 6 302.
Terrängen runt Tudela de Duero är platt åt sydväst, men åt nordost är den kuperad. Runt Tudela de Duero är det ganska tätbefolkat, med 67 invånare per kvadratkilometer. Närmaste större samhälle är Valladolid, 14,2 km nordväst om Tudela de Duero. Trakten runt Tudela de Duero består till största delen av jordbruksmark.